# Інгемар Стенмарк
Інгемар Стенмарк  (швед. Ingemar Stenmark, 18 березня 1956) — шведський гірськолижник, спеціаліст із технічних дисциплін — слалому та гігантського слалому, дворазовий олімпійський чемпіон та медаліст, триразовий чемпіон світу, призер чемпіонату світу.
Стенмарк уважається одним із найкращих шведських спортсменів в історії, а також найкщим слаломістом усіх часів та народів. Він тричі (в 1976, 1977 та
1978) вигравав кубок світу в загальному заліку, 9 разів у слаломі та 8 разів у гіганському слаломі. Загалом в активі Стенмарка 86 перемог на етапах кубка світу.

## Виступи на Олімпіадах
| Олімпіада        | Дисципліна         | Місце  |
| ---------------- | ------------------ | ------ |
| Інсбрук 1976     | гігантський слалом | 3      |
| Інсбрук 1976     | слалом             | участь |
| Лейк-Плесід 1980 | гігантський слалом | 1      |
| Лейк-Плесід 1980 | слалом             | 1      |
| Калгарі 1988     | гігантський слалом | участь |
| Калгарі 1988     | слалом             | 5      |